# Al-Chalil (Syria)
Al-Chalil (arab. الخليل) – wieś w Syrii, w muhafazie Aleppo, w dystrykcie Afrin. W 2004 roku liczyła 423 mieszkańców.